# Mohammad Ali Jauhar
Muhammad Ali Jauhar (Najibabad, 10 de dezembro de 1878 - Londres, 4 de janeiro de 1931), também conhecido como Maulana Mohammad Ali Jauhar (urdu: مَولانا مُحمّد علی جَوہر), foi um ativista muçulmano indiano, jornalista e poeta, e estava entre as principais figuras do Movimento Khilafat.
Mohammad Ali Jauhar foi um produto do Movimento Aligarh. Ele foi eleito presidente do partido do Congresso Nacional Indiano em 1923 e durou apenas alguns meses. Ele também foi um dos fundadores e presidentes da Liga Muçulmana de Toda a Índia.

## Biografia
Mohammad Ali nasceu em 1878 em Najibabad (Uttar Pradesh, Índia). Seu pai, Abdul Ali Khan, morreu quando ele tinha cinco anos. Seus irmãos eram Shaukat, que se tornou um líder do Movimento Khilafat, e Zulfiqar. Sua mãe, Abadi Begum (1852–1924), carinhosamente conhecida como Bi Amma, inspirou seus filhos a assumirem o manto da luta pela libertação do governo colonial. Para tanto, insistia que seus filhos fossem devidamente educados.
Apesar da morte prematura de seu pai, Jauhar frequentou a Aligarh Muslim University e, em 1898, o Lincoln College, em Oxford, estudando história moderna.
Após seu retorno à Índia, ele atuou como diretor de educação para o estado de Rampur, e mais tarde ingressou no serviço público de Baroda. Ele se tornou um escritor e um orador de primeira grandeza e um líder político clarividente, escrevendo artigos nos principais jornais britânicos e indianos como The Times, Londres, The Manchester Guardian e The Observer. Ele lançou o semanário inglês The Comrade em 1911 em Calcutá. Ele rapidamente ganhou circulação e influência. Ele se mudou para Delhi em 1912 e lá lançou um jornal diário em língua urdu, Hamdard, em 1913. Ele se casou com Amjadi Bano Begum (c. 1886–1947) em 1902. Amjadi Begum estava ativamente envolvida no movimento nacional e Khilafat.
Jouhar trabalhou duro para expandir a Aligarh Muslim University, então conhecida como Muhammadan Anglo-Oriental College, e foi um dos co-fundadores do Jamia Millia Islamia em 1920, que mais tarde foi transferido para Delhi.

## Morte
Ele morreu de derrame em Londres em 4 de janeiro de 1931 e foi enterrado em Jerusalém por escolha de parentes, amigos e admiradores. A inscrição escrita em seu túmulo próximo ao Domo da Rocha diz: "Aqui jaz al-Sayyid Muhammad Ali al-Hindi".